# 李沛旭
李沛旭（Patrick Lee，1979年11月7日—），是台灣男演員、模特兒、主持人，生於台北市信義區。因演出《犀利人妻》、《小資女孩向前衝》以中、英文夾雜的獨特搞笑風格深受不少觀眾的喜愛，被視為「最強綠葉」。而在電視劇《春梅》首次挑戰反派角色也讓他人氣急升。

## 電視劇
| 首播 | 頻道        | 劇名                                | 角色         |
| 2002 | 中視        | 《麻辣高校生》                      | 石頭         |
| 2002 | 衛視中文台  | 《魔∞界》                           | 林秀靖       |
| 2003 | 衛視中文台  | 《阿薩布路一號》                    | 小炮         |
| 2003 | 中視        | 《熟女慾望日記》                    |              |
| 2005 | TVBS歡樂台  | 《八星報喜》                        | 小安         |
| 2005 | 東森戲劇台  | 《好美麗診所》                      | 周喜朗       |
| 2005 | 華視        | 《海豚愛上貓》                      | 阿文         |
| 2006 | 華視        | 《寶島少女成功記》                  | 趙正焱       |
| 2006 | 華視        | 《戀愛女王》                        | 賴國隆       |
| 2006 | 華視        | 《愛上小男人》                      | 皮耶         |
| 2006 | 東森戲劇台  | 《愛情機器》                        | 小亨利(客串) |
| 2007 | 大愛電視台  | 《矽谷阿嬤》                        | 林早陽       |
| 2007 | 華視        | 《我要變成硬柿子》                  | 孫立龍       |
| 2008 | 華視        | 《這三個女人》                      | 溫亦宏       |
| 2008 | 三立都會台  | 《命中注定我愛你》                  | 古馳(客串)   |
| 2009 | 三立都會台  | 《敗犬女王》                        | 魏爾剛       |
| 2009 | 大愛電視台  | 《幸福的起點》                      | 賴崇輝       |
| 2009 | 華視        | 《莒光園地-男女蹺蹺板》             | 李東隆       |
| 2010 | 三立都會台  | 《犀利人妻》                        | 郝康德       |
| 2010 | 三立都會台  | 《鍾無艷》                          | 林蓋世       |
| 2010 | 大愛電視台  | 《清秀家人》                        | 林福建       |
| 2010 | 大愛電視台  | 《博士阿嬤 （页面存档备份，存于）》 | 黃正安       |
| 2011 | 客家電視    | 《雲頂天很藍》                      | 長官(客串)   |
| 2011 | 三立都會台  | 《小資女孩向前衝》                  | 史特龍       |
| 2011 | 八大電視台  | 《幸福萬靈丹》                      | 傅哲倫       |
| 2011 | 台視        | 《前男友》                          | 勞宇良       |
| 2011 | 公視        | 《歌謠風華》                        | 白石(客串)   |
| 2012 | 台視        | 《半熟戀人》                        | 孟克偉       |
| 2012 | 台視        | 《向前走向愛走》                    | 復健師(客串) |
| 2012 | 三立都會台  | 《我們發財了》                      | 程建廷       |
| 2012 | 新傳媒      | 《幸福料理》                        | 高明駿       |
| 2013 | 八大戲劇台  | 《久戀不婚》                        | 胡承廷       |
| 2013 | 中視        | 《愛情急整室》                      | 邵翔風       |
| 2013 | 大愛電視台  | 《築夢的人》                        | 謝金龍       |
| 2013 | Astro雙星台 | 《幸福料理 （页面存档备份，存于）》 | 高明駿       |
| 2014 | 大愛電視台  | 《指尖的溫暖》                      | 余本隆       |
| 2014 | 三立都會台  | 《女人30情定水舞間》                | 艾德森(客串) |
| 2014 | 三立都會台  | 《喜歡·一個人》                     | 主編(客串)   |
| 2014 | 中視        | 《勇敢說出我愛你》                  | 史大衛(客串) |
| 2015 | 民視        | 《星座愛情牡羊女》                  | 張家明       |
| 2015 | 台視        | 《春梅》                            | 中村公平     |
| 2015 | 三立都會台  | 《莫非，這就是愛情》                | 傅先生(客串) |
| 2016 | 中視        | 《美好年代》                        | 紐哥(客串)   |
| 2016 | 華視        | 《海海人生》                        | 魏歡         |
| 2016 | 芒果TV      | 《終極遊俠》                        | 劇雲         |
| 2016 | 優酷        | 《飛刀又見飛刀》                    | 泰普         |
| 2016 | 騰訊視頻    | 《整容攻略》                        | 軍哥         |
| 2017 | 三立都會台  | 《只為你停留》                      | 喬楷騰       |
| 2017 | 新傳媒      | 《天之驕子》                        | 關得志       |
| 2018 | KKTV        | 《美男魚澡堂》                      | 阿布         |
| 2018 | 三立台灣台  | 《炮仔聲》                          | 劉大為(客串) |
| 2019 | 華視        | 《最佳利益》                        | 汪正民       |
| 2021 | 公視        | 《火神的眼淚》                      | 孫正弘(客串) |
| 2022 | LINE TV     | 《外送英雄》                        | 主演         |
| 2025 | 東森戲劇台  | 《惡靈世界》                        |              |

## 電影
| 年份                | 片名                        | 飾演角色 | 導演           |
| 上映電影            |                             |          |                |
| 2009                | 女人香                      | 紀明峰   | 蔣孝力         |
| 2012                | 犀利人妻最終回：幸福男·不難 | 郝康德   | 王珮華、王仁里 |
| 2013                | 我們都不完美                | 諾哥     | 鄭偉文         |
| 2015                | 滿月酒                      | 弟弟     | 鄭伯昱         |
| 2019                | 大三元                      | 天鳥哥   | 陳怡妤         |
| 2024                | 台北追緝令                  | Bolo     | 黃嘉智         |
| 電視電影 \ 網路電影 |                             |          |                |
| 2007                | 緯來- 誰搞鬼上身            | 阿健     | 余蒨蒨         |
| 2009                | 緯來- 愛上野豬妹            | 呂修杰   | Tom Putnam     |
| 2012                | 公視- 愛你一百年            | 陳志偉   | 劉志雄         |
| 2013                | 緯來- 黑道上錯身            | 李光正   | 胡寧遠         |
| 2014                | 公視人生劇展- 家事提案      | 王家澤   | 許立達         |
| 2014                | 公視人生劇展- 神偶的孩子    | 許勝男   | 張家政         |
| 微電影 \ 短片       |                             |          |                |
|                     |                             |          |                |

## 舞台劇
- 2006年- 果陀劇場《淡水小鎮》男主角 飾演陳少威
- 2007年- 歌舞劇《I Love You,You’r Perfect,Now Change》
- 2007年- 果陀劇場《開錯門中門》飾Jackie
- 2009年- 果陀劇場《淡水小鎮》加演場男主角
- 2012年- 臺灣戲劇表演家《第一次親密接觸》 飾演阿泰
- 2014年- 果陀劇場《淡水小鎮》男主角 中國及臺灣巡演
- 2020年- 眼球愛地球《猛男地獄》演出嘉賓 臺灣巡演

## 主持作品

### 電視節目
| 年份       | 頻道       | 節目                       | 備註                     |
| 2004       | 超視       | 《世界好好玩》             |                          |
| 2004       | 三立       | 《在中國的故事》           |                          |
| 2006       |            | 《第十五屆時報廣告金犢獎》 | 頒獎典禮主持人           |
| 2009       | 東南衛視   | 《開心100》                | 主持人                   |
| 2011       | 三立都會台 | 《至尊美食王》             | 與曾國城、胡盈禎共同主持 |
| 2015       | 年代MUCH台 | 《白日夢冒險王》           | 與王仁甫、阿龐共同主持   |
| 2015～2017 | 華視       | 《名模出任務》             | 與沈玉琳、陳思璇共同主持 |

## 爭議事件

### 多次被指和藝人衝突
李沛旭曾經多次被指欺凌和他合作的藝人，當中包括新加坡的楊君偉、黃俊雄，台灣的朱芯儀、王仁甫等人。
2011年，李沛旭、朱芯儀和其他藝人在電視劇《犀利人妻》合作的時候，就曾經傳出李沛旭聯同其他藝人一同排擠朱芯儀。朱芯儀其後表示，本來兩人就有過節，之後李沛旭在一個電視劇宣傳活動表面對朱芯儀讓座，但第二日就傳出朱芯儀大頭症的負面新聞，覺得李沛旭當時有心作弄她。
2015年，王仁甫接下《白日夢冒險王》的主持，並邀請李沛旭一同主持，但後來王仁甫公開批評他「目中無人」，連基本對人的尊重都欠奉。王仁甫表示自己曾經勸喻佢，在演藝圈越紅就要更謙虛，但換來對方一句『我不紅』。最後，李沛旭的位置被阿龐取代。
2021年，黃俊雄在新加坡電視節目《神秘嘉賓》裡面不點名提到有一個台灣藝人，在拍攝過程中全程都欺凌他。黃俊雄指，對方會做一些不專業的舉動令他分心，然後就很開心地揶揄他說『你以為你是阿哥』，黃俊雄還指對方說了一些不尊重的說話，最後令他忍無可忍大發脾氣，淚灑片場，一度驚動監製出面調解。後來媒體矛頭直指李沛旭。李沛旭就諷刺他，恭喜黃俊雄『紅了一點』。後來媒體再追查，發現楊君偉亦曾經在訪問他拍攝電影《我們都不完美》的時候傳出不愉快事件。楊君偉再接受訪問的時候，承認事件，指李沛旭當時喝斥他，而楊君偉多年擔任主持未試過被其他人如此對待。

### 人身攻擊網友
2022年6月底，李沛旭拍攝證件照，之後將拍攝證件照的過程放到社群媒體分享。有網友誤以為李沛旭拍照時露齒笑，善意留言提醒他要證件照要避免露齒，李沛旭卻故意仿造對方留言格式出言侮辱「我記得這類留言要避免智障」，隨後並將留言截圖放到Facebook。引發網友熱議與批評。

## 外部連結
- 李沛旭在互联网电影资料库（IMDb）上的資料（英文）
- 李沛旭在香港影庫上的簡介
- 李沛旭在时光网上的簡介（简体中文）
- 李沛旭在豆瓣上的资料（简体中文）
- 李沛旭PatrickLee的新浪微博
- 李沛旭Patrick的Facebook專頁
- 李沛旭的Instagram帳戶